# Chesaning
La ville américaine de Chesaning (en anglais [ˈtʃɛsənɪŋ]) est située dans le comté de Saginaw, dans l'État du Michigan. Lors du recensement de 2010, sa population s’élevait à 2 394 habitants.

## Source
- (en) Cet article est partiellement ou en totalité issu de l’article de Wikipédia en anglais intitulé « Chesaning, Michigan » (voir la liste des auteurs).